# Mark Uth
Mark Uth (Köln, 1991. augusztus 24. –) német válogatott labdarúgó, a Köln játékosa. Testvére, Jan-Sebastian Uth szintén labdarúgó és a Germania Schwanheim játékosa.

## Pályafutása

### Klubcsapatban
Fiatalon a TuS Langel, a Viktoria Köln és az 1. FC Köln korosztályos csapataiban nevelkedett. 2010. április 16-án mutatkozott be a második csapatban a VfL Bochum II elleni negyedosztályú bajnoki mérkőzésen, a 84. percben váltotta Christian Clemenst. A 2010–11-es szezon első bajnoki mérkőzésén a Borussia Dortmund II ellen első gólját is megszerezte, ez volt a 4 mérkőzése. 41 mérkőzésen 16 gólt szerzett és a felnőtt csapat színeiben csak 4 mérkőzésen a kispadon kapott lehetőséget ezért távozott a klubtól. 2012 májusában 3 éves szerződést írt alá a holland SC Heerenveen csapatával. 2013. január 19-én mutatkozott be a felnőtt együttesben a Heracles Almelo ellen. A 2013–14-es szezont kölcsönben a Heracles Almelo csapatánál töltötte. Szeptember 14-én az SC Cambuur ellen mutatkozott be és két héttel később mesterhármast szerzett az RKC Waalwijk ellen.
2015 júliusában a német TSG 1899 Hoffenheim együttesébe igazolt három évre. Augusztus 15-én a bajnokságban lépett először tétmérkőzésen pályára, a Bayer 04 Leverkusen ellen 18 perc játéklehetőséget kapott. December 5-én az FC Ingolstadt 04 ellen első gólját is megszerezte. 2016. 0ugusztus 21-én a kupában is bemutatkozott az 1.FC Germania Egestorf/Langreder ellen, ezen a mérkőzésen egy gólt és két gólpasszt jegyzett. 2018. január 9-én a Schalke 04 a hivatalos honlapján jelentette be, hogy szerződtette Uthot, aki a szezon végén ingyen csatlakozik a gelsenkircheniekhez, miután a szerződése lejár a Hoffenheimnél. 2022-ig írt alá és Sandro Wagner után ő volt a második játékos aki ez időben elhagyta a Hoffenheim együttesét.
2020. január 3-án kölcsönbe az 1. FC Köln játékosa lett a szezon végéig. 2021 nyarán végleg a Köln játékosa lett.

### A válogatottban
2010. szeptember 6-án debütált a német U20-as válogatottban a svájci U20-as válogatott elleni felkészülési találkozón. A mérkőzés második játékrészében Cenk Tosun cseréjeként lépett pályára a Schaffhausen városában a Breite Stadionban, 3–2-re nyertek.

## Statisztikák
2020. január 3. szerint.
| Klubteljesítmény    | Klubteljesítmény | Klubteljesítmény  | Bajnokság | Bajnokság | Kupa  | Kupa | Európa | Európa | Egyéb | Egyéb | Összesen | Összesen |
| Klub                | Szezon           | Osztály           | Meccs     | Gól       | Meccs | Gól  | Meccs  | Gól    | Meccs | Gól   | Meccs    | Gól      |
| ------------------- | ---------------- | ----------------- | --------- | --------- | ----- | ---- | ------ | ------ | ----- | ----- | -------- | -------- |
| 1. FC Köln II       | 2009–10          | Regionalliga West | 3         | 0         | –     | –    | –      | –      | –     | –     | 3        | 0        |
| 1. FC Köln II       | 2010–11          | Regionalliga West | 23        | 7         | –     | –    | –      | –      | –     | –     | 23       | 7        |
| 1. FC Köln II       | 2011–12          | Regionalliga West | 15        | 9         | –     | –    | –      | –      | –     | –     | 15       | 9        |
| 1. FC Köln II       | Összesen         | Összesen          | 41        | 16        | 0     | 0    | 0      | 0      | 0     | 0     | 41       | 16       |
| SC Heerenveen       | 2012–13          | Eredivisie        | 3         | 0         | 0     | 0    | –      | –      | 2     | 1     | 5        | 1        |
| SC Heerenveen       | 2014–15          | Eredivisie        | 32        | 15        | 1     | 0    | –      | –      | 4     | 5     | 37       | 20       |
| SC Heerenveen       | Total            | Total             | 35        | 15        | 1     | 0    | 0      | 0      | 6     | 6     | 42       | 21       |
| Heracles Almelo     | 2013–14          | Eredivisie        | 28        | 8         | 3     | 2    | –      | –      | –     | –     | 31       | 10       |
| Heracles Almelo     | Összesen         | Összesen          | 28        | 8         | 3     | 2    | 0      | 0      | 0     | 0     | 31       | 10       |
| TSG 1899 Hoffenheim | 2015–16          | Bundesliga        | 25        | 8         | 0     | 0    | –      | –      | –     | –     | 25       | 8        |
| TSG 1899 Hoffenheim | 2016–17          | Bundesliga        | 22        | 7         | 1     | 1    | –      | –      | –     | –     | 23       | 8        |
| TSG 1899 Hoffenheim | 2017–18          | Bundesliga        | 31        | 14        | 2     | 0    | 5      | 3      | –     | –     | 38       | 17       |
| TSG 1899 Hoffenheim | Összesen         | Összesen          | 78        | 29        | 3     | 1    | 5      | 3      | –     | –     | 86       | 33       |
| Schalke 04          | 2018–19          | Bundesliga        | 20        | 2         | 4     | 1    | 5      | 1      | –     | –     | 29       | 4        |
| Schalke 04          | 2019–20          | Bundesliga        | 8         | 0         | 1     | 0    | –      | –      | –     | –     | 9        | 0        |
| Schalke 04          | Összesen         | Összesen          | 28        | 2         | 5     | 1    | 5      | 1      | –     | –     | 38       | 4        |
| 1. FC Köln          | 2019–20          | Bundesliga        | 0         | 0         | –     | –    | –      | –      | –     | –     | 0        | 0        |
| 1. FC Köln          | Összesen         | Összesen          | 0         | 0         | –     | –    | –      | –      | –     | –     | 0        | 0        |
| Karrier összesen    | Karrier összesen | Karrier összesen  | 210       | 70        | 12    | 4    | 10     | 4      | 6     | 6     | 238      | 84       |